# 埃斯蒙德鎮區 (北達科他州本森縣)
埃斯蒙德鎮區（英語：Esmond Township）是位於美國北達科他州本森縣的一個鎮區。

## 地方資料
埃斯蒙德鎮區的面積為92.22平方千米，當中陸地面積為90.02平方千米，而水域面積為2.20平方千米。根據2010年美國人口普查的數據，當地共有人口37人，而人口密度為每平方千米0.4人。